# Virgil Hodge
Virgil Hodge (* 17. November 1983 in Basseterre) ist eine ehemalige Leichtathletin aus St. Kitts und Nevis, die sich auf den Sprint spezialisiert hat. Sie ist Inhaberin der Landesrekorde über 100 und 200 Meter und wurde 2007 wurde NACAC-Meisterin im 200-Meter-Lauf.

## Sportliche Laufbahn
Erste Erfahrungen bei internationalen Meisterschaften sammelte Virgil Hodge vermutlich im Jahr 2000, als sie bei den CAC-Juniorenmeisterschaften in San Juan in 12,31 s den siebten Platz im 100-Meter-Lauf belegte. 2002 belegte sie bei den CARIFTA Games in Nassau in 11,99 s den fünften Platz über 100 Meter sowie in 24,80 s den sechsten Platz im 200-Meter-Lauf. Anschließend gelangte sie bei den CAC-Juniorenmeisterschaften in Bridgetown mit 11,87 s und 24,29 s auf die Ränge fünf und vier über 100 und 200 Meter und gewann mit der 4-mal-100-Meter-Staffel in 46,65 s die Bronzemedaille. Daraufhin schied sie bei den Juniorenweltmeisterschaften in Kingston mit 11,94 s im Halbfinale über 100 Meter aus und wurde im Vorlauf über 200 Meter disqualifiziert. Zudem verpasste sie mit der Staffel mit 46,65 s den Finaleinzug. Im Jahr darauf schied sie bei den Zentralamerika- und Karibikmeisterschaften (CAC) in St. George’s mit 11,82 s in der Vorrunde über 100 Meter aus und anschließend kam sie bei den Panamerikanischen Spielen in Santo Domingo mit 23,85 s nicht über den Vorlauf über 200 Meter hinaus. Daraufhin startete sie über 200 Meter bei den Weltmeisterschaften in Paris und schied dort mit 24,17 s in der ersten Runde aus. Zudem begann sie im selben Jahr ein Studium an der Texas Christian University in den Vereinigten Staaten.
2005 schied sie bei den CAC-Meisterschaften in Nassau mit 11,43 s im Vorlauf über 100 Meter aus und belegte in 23,54 s den achten Platz über 200 Meter. Zudem kam sie mit der 4-mal-100-Meter-Staffel nicht ins Ziel. Im Jahr darauf gewann sie bei den Zentralamerika- und Karibikspielen in Cartagena in 11,52 s die Bronzemedaille über 100 Meter hinter Tahesia Harrigan von den Britischen Jungferninseln und LaVerne Jones-Ferrette von den Amerikanischen Jungferninseln und sicherte sich über 200 Meter in 23,09 s die Silbermedaille hinter der Kubanerin Roxana Díaz. Zudem belegte sie mit der Staffel in 45,06 s den fünften Platz. 2007 belegte sie bei den erstmals ausgetragenen NACAC-Meisterschaften in San Salvador in 11,63 s den sechsten Platz über 100 Meter und siegte in 22,73 s im 200-Meter-Lauf. Zudem wurde sie in 45,15 s Fünfte im Staffelbewerb. Kurz darauf belegte sie bei den Panamerikanischen Spielen in Rio de Janeiro in 11,40 s den sechsten Platz über 100 Meter und gelangte mit 23,05 s auf Rang vier über 200 Meter und wurde mit der Staffel in 44,14 s Fünfte. Daraufhin schied sie bei den Weltmeisterschaften in Osaka mit 23,06 s im Halbfinale über 200 Meter aus. Im Jahr darauf belegte sie bei den CAC-Meisterschaften in Cali in 11,44 s den fünften Platz über 100 Meter und gelangte mit 23,42 s auf Rang sieben im 200-Meter-Lauf. Anschließend startete sie über beide Distanzen bei den Olympischen Sommerspielen in Peking und schied dort mit 11,45 s und 23,17 s jeweils im Viertelfinale aus.
2009 siegte sie in 23,41 s über 200 Meter bei den Zentralamerika- und Karibikmeisterschaften in Havanna und siegte dort auch mit der 4-mal-100-Meter-Staffel mit neuem Landesrekord von 43,53 s. Anschließend schied sie bei den Weltmeisterschaften in Berlin mit 11,51 s im Viertelfinale über 100 Meter sowie mit 23,19 s im Halbfinale über 200 Meter aus und verpasste mit der Staffel mit 43,98 s den Finaleinzug. Im Jahr darauf schied sie bei den Hallenweltmeisterschaften in Doha mit 7,61 s in der ersten Runde im 60-Meter-Lauf aus und im Juli gewann sie bei den Zentralamerika- und Karibikspielen in Mayagüez in 44,43 s die Bronzemedaille mit der Staffel hinter den Teams aus Kolumbien und Jamaika, nachdem die ursprünglich siegreiche Staffel aus Puerto Rico wegen eines Dopingverstoßes disqualifiziert worden war. 2011 schied sie bei den CAC-Meisterschaften ebendort mit 11,79 s und 24,28 s jeweils im Vorlauf über 100 und 200 Meter aus und 2015 kam sie bei den NACAC-Meisterschaften in San José mit 11,62 s nicht über die Vorrunde über 100 Meter hinaus. 2017 bestritt sie ihre letzten offiziellen Wettkämpfe und beendete daraufhin ihre aktive sportliche Karriere im Alter von 33 Jahren.
In den Jahren 2008, 2009 und 2012 wurde Hodge Landesmeisterin im 100-Meter-Lauf sowie 2008 und 2009 auch über 200 Meter und 2012 in der 4-mal-100-Meter-Staffel.

## Persönliche Bestzeiten
- 100 Meter: 11,21 s (+2,0 m/s), 17. Mai 2008 in Fort Worth (Landesrekord)
  - 60 Meter (Halle): 7,31 s, 23. Februar 2007 in Albuquerque
- 200 Meter: 22,68 s (−1,0 m/s), 25. Mai 2007 in Des Moines (Landesrekord)
  - 200 Meter (Halle): 22,99 s, 9. März 2007 in Fayetteville (Landesrekord)